# The Virgin's Lover
Brasil: O Amante da Virgem / Portugal: O Amante da Rainha (The Virgin's Lover no original) é um livro, escrito pela britânica Philippa Gregory. O livro foi publicado pela primeira vez em 2004.

## Sinopse
O livro conta a história do casamento fracassado de Robert Dudley com Amy Robsart e a consequente paixão desse pela rainha Elizabeth Tudor.
É narrado em terceira pessoa e as personagens principais são: Elizabeth, rainha da Inglaterra; Robert Dudley, seu amante; Amy Dudley, esposa de Robert; Willliam Cecil, conselheiro da rainha; dentre outros, como os amigos de Amy e Robert ou da rainha, como Catarina Knollys.